# Крестянівська сільська рада
Крестяні́вська сільська́ ра́да — адміністративно-територіальна одиниця та орган місцевого самоврядування в Первомайському районі Автономної Республіки Крим. Адміністративний центр — село Крестянівка.

## Загальні відомості
- Населення ради: 1 998 осіб (станом на 2001 рік)

## Населені пункти
Сільській раді підпорядковані населені пункти:
- с. Крестянівка
- с. Нова Деревня

## Склад ради
Рада складається з 16 депутатів та голови.
- Голова ради: Курташ Роман Богданович
- Секретар ради: Стельмах Олена Миколаївна

### Керівний склад попередніх скликань
| Прізвище, ім'я, по батькові     | Основні відомості                                                         | Дата обрання | Дата звільнення |
| ------------------------------- | ------------------------------------------------------------------------- | ------------ | --------------- |
| Корольов Олександр Анатолійович | Сільський голова, 1951 року народження, член Народної партії              | 26.03.2006   | 31.10.2010      |
| Курташ Роман Богданович         | Сільський голова, 1969 року народження, освіта вища, член Партії регіонів | 31.10.2010   |                 |

Примітка: таблиця складена за даними сайту Верховної Ради України

### Депутати
За результатами місцевих виборів 2010 року депутатами ради стали:

#### За суб'єктами висування
| Суб'єкт висування | Кількість обраних депутатів | %    |
| ----------------- | --------------------------- | ---- |
| Партія регіонів   | 10                          | 62,5 |
| Самовисування     | 6                           | 37,5 |

#### За округами
| № округу        | Прізвище, ім'я, по батькові       | Дата визнання обраним | Освіта             | Партійна приналежність | Відомості про обраного депутата                                 |
| --------------- | --------------------------------- | --------------------- | ------------------ | ---------------------- | --------------------------------------------------------------- |
| Партія регіонів |                                   |                       |                    |                        |                                                                 |
| 5               | Піщак Тетяна Олександрівна        | 01.11.2010            | вища               | член Партії регіонів   | Крестянівська загальноосвітня школа, вчитель                    |
| 6               | Болобнова Тетяна Дмитрівна        | 01.11.2010            | вища               | член Партії регіонів   | Крестянівська загальноосвітня школа, директор з виховної роботи |
| 7               | Сабат Микола Миколайович          | 01.11.2010            | середня            | член Партії регіонів   | тимчасово не працює                                             |
| 8               | Павлов Віктор Анатолійович        | 01.11.2010            | середня            | член Партії регіонів   | тимчасово не працює                                             |
| 9               | Лобачук Микола Васильович         | 01.11.2010            | середня            | член Партії регіонів   | тимчасово не працює                                             |
| 10              | Свіщук Василь Миколайович         | 01.11.2010            | середня            | член Партії регіонів   | тимчасово не працює                                             |
| 11              | Стельмах Олена Миколаївна         | 01.11.2010            | середня            | член Партії регіонів   | Крестянівська сільська рада, секретар                           |
| 12              | Закутський Олександр Митрофанович | 01.11.2010            | вища               | член Партії регіонів   | Крестянівська загальноосвітня школа, директор                   |
| 13              | Сабат Наталя Андріївна            | 01.11.2010            | середня спеціальна | член Партії регіонів   | Крестянівська сільська рада, головний бухгалтер                 |
| 15              | Діян Ірина Валентинівна           | 01.11.2010            | середня спеціальна | член Партії регіонів   | Ново-Деревенська бібліотека, бібліотекар                        |
| Самовисування   |                                   |                       |                    |                        |                                                                 |
| 1               | Пашинська Антоніна Олександрівна  | 01.11.2010            | середня спеціальна | член Партії регіонів   | Крестянівська сільська рада, секретар                           |
| 2               | Костюк Іван Миколайович           | 14.11.2010            | середня            | позапартійний          | тимчасово не працює                                             |
| 3               | Штоп Олександр Андрійович         | 01.11.2010            | вища               | член Партії регіонів   | приватний підприємець                                           |
| 4               | Кітібаєва Февзіє Ісмаїлівна       | 01.11.2010            | вища               | позапартійна           | домогосподарка                                                  |
| 14              | Дьомочкіна Антоніна Гаврилівна    | 01.11.2010            | середня спеціальна | позапартійна           | ООО СПП «Агротехнологія», бухгалтер                             |
| 16              | Гоцанюк Ігор Михайлович           | 01.11.2010            | вища               | позапартійний          | тимчасово не працює                                             |